# Barry Bostwick
Barry Knapp Bostwick (* 24. února 1945 San Mateo) je americký herec a komik. Od patnácti let začal vystupovat po Kalifornii stand-up komik. Proslavil se rolí Brada Majorse v muzikálovém filmu Rocky Horror Picture Show (1975) a rolí starosty Randalla Winstona v sitcomu Všichni starostovi muži (1996–2002). Za roli v muzikálu The Robber Bridegroom získal cenu Tony.

## Filmografie

### Film
| Rok  | Název                                              | Role                         | Poznámky            |
| ---- | -------------------------------------------------- | ---------------------------- | ------------------- |
| 1971 | Jennifer on My Mind                                | Minstrel #1                  |                     |
| 1973 | Fantastic Planet                                   | vypravěč (hlas)              |                     |
| 1974 | Road Movie                                         | Hank                         |                     |
| 1975 | Rocky Horror Picture Show                          | Brad Majors                  |                     |
| 1978 | Ať žije film!                                      | Johnny Danko / Dick Cummings |                     |
| 1982 | Megaforce                                          | poručík Ace Hunter           |                     |
| 1989 | Parent Trap 3                                      | Jeffrey Wyatt                |                     |
| 1992 | Za zavřenými dveřmi                                | Phillip                      |                     |
| 1993 | Víkend u Bernieho II                               | Arthur Hummel                |                     |
| 1994 | Metalbeast                                         |                              |                     |
| 1996 | Klub tajných agentů                                | Vincent Scarletti            |                     |
| 1996 | Agent WC 40                                        | Norm Coleman                 |                     |
| 2003 | 101 dalmatinů II: Flíčkova londýnská dobrodružství | Thunderbolt (hlas)           |                     |
| 2003 | Swing                                              | Freddie                      |                     |
| 2004 | Lebky 3                                            | Nathan Lloyd                 |                     |
| 2004 | Roztomilý mazlíček                                 | Thomas Trundle               |                     |
| 2007 | Nancy Drew: Záhada v Hollywoodu                    | Dashiel Zachary Biedermeyer  |                     |
| 2007 | Evening                                            | Pan Wittenborn               |                     |
| 2008 | Baggage                                            | Pete Murphy                  |                     |
| 2009 | Hannah Montana: The Movie                          | Pan Bradley                  |                     |
| 2010 | Miss Nobody                                        | otec Grisham                 |                     |
| 2010 | V ložnicích                                        | Roger                        |                     |
| 2010 | 2010: Moby Dick                                    | kapitán Ahab                 |                     |
| 2010 | It's a Dog Gone Tale: Destiny's Stand              | Arlen Hanley                 |                     |
| 2011 | The Selling                                        | otec Jimmy                   |                     |
| 2012 | Tajemný zabiják                                    | šerif Walt Fuller            |                     |
| 2012 | F. D. Roosevelt, lovec werwolfů                    | Franklin D. Roosevelt        |                     |
| 2013 | Finding Joy                                        | Alan                         |                     |
| 2015 | Král Škorpion: Cesta za mocí                       | Sorrell Raskov               |                     |
| 2015 | Home Run Showdown                                  | Velký Al                     |                     |
| 2015 | November Rule                                      | Lance                        |                     |
| 2015 | Helen Keller vs. Nighwolves                        | Joanthan                     |                     |
| 2016 | The Land Before Time: Journey of the Brave         | děda Longneck (hlas)         |                     |
| 2016 | Range 15                                           | prezident                    |                     |
| 2016 | Alleluia! The Devil's Carnival                     | The Watchword                |                     |
| 2016 | Three Days in August                               | John                         |                     |
| 2016 | The Death of Rasputin                              | Rasputin                     | krátkometrážní film |
| 2017 | Big Fat Liar 2                                     | Larry Wolf                   |                     |
| 2017 | A Mermaid's Tale                                   | Art                          |                     |
| 2018 | Úžasňákovi 2                                       | starosta (hlas)              |                     |
| 2018 | Slay Belles                                        | Santa                        |                     |
| 2019 | Grand-Daddy Day Care                               | Dynamite Dan North           |                     |
| 2019 | Santa Girl                                         | Santa Claus                  |                     |
| TBA  | Undercover Brother 2                               | Muž                          |                     |
| TBA  | Love by Drowning                                   | Val Martin Sr.               |                     |
| TBA  | One Month Out                                      | Red                          |                     |
| TBA  | The Field                                          | kurátor                      |                     |

### Televize
| Rok       | Název                                         | Role                                | Poznámky                                                                          |
| --------- | --------------------------------------------- | ----------------------------------- | --------------------------------------------------------------------------------- |
| 1974      | The Chadwick Family                           | Tom McTaggert                       | TV film                                                                           |
| 1977      | The Quinns                                    | Bill Quinn                          | TV film                                                                           |
| 1979      | Murder by Natural Causes                      | Gil Weston                          | TV film                                                                           |
| 1979      | You Can't Take It With You                    | Anthony Kirby, Jr.                  | TV film                                                                           |
| 1979      | Hawaii 5-O                                    | Lucas Sandover                      | díl: „Year of the Horse“                                                          |
| 1980      | Scruples                                      | pavouk Elliot                       | minisérie                                                                         |
| 1981      | Red Flag: The Ultimate Game                   | Jay Rivers                          | TV film                                                                           |
| 1982      | Working                                       | pracovník železářství               |                                                                                   |
| 1983      | Summer Girl                                   | Gavin Shelburne                     | TV film                                                                           |
| 1983      | An Uncommon Love                              | Mr. Kinser                          | TV film                                                                           |
| 1984      | George Washington                             | George Washington                   | minisérie                                                                         |
| 1985      | Zámožná žena                                  | starosta Paul McGill                | minisérie                                                                         |
| 1985      | Podvod                                        | Grant Roberts                       | TV film                                                                           |
| 1986      | George Washington II: The Forging of a Nation | prezident George Washington         | TV film                                                                           |
| 1986      | Betrayed By Innocence                         | Nick DeLeon                         | TV film                                                                           |
| 1987      | I'll Take Manhattan                           | Zachary Amberville                  | minisérie                                                                         |
| 1988      | War and Remembrance                           | poručík Carter "Lady" Aster         | minisérie                                                                         |
| 1988      | Pitevní stůl                                  | Mark Dwyer                          | TV film                                                                           |
| 1989      | Till We Meet Again                            | Terrence 'Mac' McGuire              | minisérie                                                                         |
| 1989      | Parent Trap III                               | Jeffrey Wyatt                       | minisérie                                                                         |
| 1989      | Parent Trap: Hawaiian Honeymoon               | Jeffrey Wyatt                       | TV film                                                                           |
| 1990      | Challenger                                    | Francis R. Scobee                   | TV film                                                                           |
| 1990      | The Great Air Race                            | Roscoe Turner                       | TV film                                                                           |
| 1992      | The Golden Palace                             | Nick DiCarlo                        | díl: „Just a Gigolo“                                                              |
| 1994      | Kouzlo svatební noci                          | Dr. Matthew Dane                    | TV film                                                                           |
| 1996–2002 | Všichni starostovi muži                       | starosta Randall Winston            | hlavní role, 144 dílů                                                             |
| 1996      | Vánoce trochu jinak                           | Frank Mallory                       | TV film                                                                           |
| 1997      | Lexx                                          | Thodin                              | díl: „I Worship His Shadow“                                                       |
| 1998      | Jedné horké letní noci                        | Art Brooks                          | TV film                                                                           |
| 1998      | Batman                                        | Irv Kleinman / Bernie Benson (hlas) | díl: „Mean Seasons“                                                               |
| 1998      | Muži v bílém                                  | prezident Smith                     | TV film                                                                           |
| 2000      | 919 Fifth Avenue                              | Pan Lawrence Van Degen              | TV film                                                                           |
| 2002      | Less Than Pefect                              | Max Damarius                        | díl: „Oh Papa“                                                                    |
| 2003      | Scrubs: Doktůrci                              | Pan Randolph                        | díl: „Mé nemravné tajemství“                                                      |
| 2003      | The Afterlife                                 | Stan Franklin (hlas)                | TV film                                                                           |
| 2003      | Baby Bob                                      | Jack Collins                        | díl: „You Don't Know Jack“                                                        |
| 2004–2007 | Zákon a pořádek: Útvar pro zvláštní oběti     | Oliver Gates                        | vedlejší role, 5 dílů                                                             |
| 2005      | Las Vegas. Kasino                             | Martin                              | díl: „Down and Dirty“                                                             |
| 2005      | Odložené případy                              | Roy Brigham Anthony                 | díl: „Noční nestůvry“                                                             |
| 2005–2006 | Co mám na tobě ráda                           | Jack Tyler                          | díly: „Someone's in the Kitchen with Daddy“ a „Finally“                           |
| 2005–2006 | Tak trochu mimo                               | Gavin                               | díly: „New Year's Eve“ a „Yours, Mine or His?“                                    |
| 2006      | The 12th Man                                  | Pete                                | TV film                                                                           |
| 2007–2012 | Phineas a Ferb                                | Grandpa Clyde Flynn                 | vedlejší role, 8 dílů                                                             |
| 2007      | Láska má pět písmen                           | Pan Harper                          | TV film                                                                           |
| 2008      | Ošklivka Betty                                | Roger Adams                         | díly: „Odor in the Court“ a „Betty Suarez Land“                                   |
| 2008      | Přepadeni z hlubin                            | prezident Taylor                    | TV film                                                                           |
| 2008      | Holiday Baggage                               | Pete Murphy                         | TV film                                                                           |
| 2009      | Plastická chirurgie s. r. o.                  | Roger Payne                         | díl: „Don Hoberman“                                                               |
| 2009      | Lovci duchů                                   | Jay                                 | Episode: "Criss Angel is a Douchebag"                                             |
| 2009      | Posel ztracených duší                         | Don Sullivan                        | díl: „Till Death Do Us Start“                                                     |
| 2009–2010 | V dobrém i zlém                               | George Von Stuessen                 | díly: „Eddie's Book“ a „The Baby“                                                 |
| 2010–2012 | Město žen                                     | Roger Frank                         | vedlejší role (1.–3. řada), 7 dílů                                                |
| 2010      | Glee                                          | Tim Stanwick                        | díl: „The Rocky Horror Glee Show“                                                 |
| 2010      | The Forgotten                                 | Bill Ramey                          | díl: „My John“                                                                    |
| 2010      | Glory Daze                                    | Pan Wilson                          | díl: „Papa Don't Pre-Game“                                                        |
| 2010      | Secrets of the Mountain                       | Henry Beecham                       | TV film                                                                           |
| 2012      | Hot in Cleveland                              | Hugh                                | díl: „What's Behind the Door“                                                     |
| 2012      | Úplně normální                                | Marty Sawyer                        | díl: „Pardon Me“                                                                  |
| 2012      | Underwater                                    | DeCordova                           | díl: „You Got Perspective“                                                        |
| 2012–2013 | Research                                      | Dr. Rust                            | 8 dílů                                                                            |
| 2013      | Skandál                                       | Jerry Grant                         | díl: „A Criminal, a Whore, an Idiot and a Liar“ a „Everything's Coming Up Mellie“ |
| 2013      | The Haunting Of                               | Sám sebe                            | díl: „The Haunting of Barry Bostwick“                                             |
| 2013      | Blast Vegas                                   | Sal                                 | TV film                                                                           |
| 2013      | Mystérium sexu                                | Morris                              | díl: „Krásný nový svět“                                                           |
| 2013      | Agentrua Jasno                                | Roland Armitage                     | díl: „Psych: The Musical“                                                         |
| 2014      | Enlisted                                      | Russell                             | díl: „Vets“                                                                       |
| 2014      | Nová holka                                    | Harland Cooper                      | díl: „LAXmas“                                                                     |
| 2014      | Franklin a Bash                               | Jacob Riley                         | díl: „Falcon's Nest“                                                              |
| 2015      | Kriminálka Las Vegas                          | Collin Winthrop                     | díl: „Koncovka“                                                                   |
| 2015      | Láska pod hvězdami                            | Walt                                | TV film                                                                           |
| 2015      | Teen Beach Movie                              | Mackin dědeček                      | TV film                                                                           |
| 2015      | Murder?                                       | Barry Bostwick                      | minisérie, 2 díly                                                                 |
| 2015      | The Haunted Hahaways                          | člen rady                           | díl: „Haunted Family“                                                             |
| 2015–2016 | Inside the Extras Studio                      | Milt Hamilton                       | 20 dílů                                                                           |
| 2016–2017 | Still the King                                | Coy Phisher                         | vedlejší role, 9 dílů                                                             |
| 2016      | Skirtchasers                                  | Damien Samuels                      | TV film                                                                           |
| 2016      | Childrens Hospital                            | děda Richie                         | díl: „Grandparents Day“                                                           |
| 2016–2018 | Jak přežít rozvod                             | George McCarthy                     | vedlejší role, 6 dílů                                                             |
| 2017      | The Great Indoors                             | Mather                              | díl: „The Explorers' Club“                                                        |
| 2017      | Milo a Murphyho zákon                         | Clyde Rickenbacker                  | díl: „A Clockwork Origin and The Ticking Clock“                                   |
| 2017      | Americká manželka                             | Thomas Otto                         | díl: „Family Secrets“                                                             |
| 2017      | Signed, Sealed, Delivered: Home Again         | Bill Haywith                        | TV film                                                                           |
| 2017      | Na vlásku: Seriál                             | Doktor St. Croix (hlas)             | díl: „Great Expotations“                                                          |
| 2017      | Christmas in Mississippi                      | pan Kriss                           | TV film                                                                           |
| 2018      | Will a Grace                                  | profesor Jerry Wise                 | díl: „Three Wise Men“                                                             |
| 2018      | The World According to Billy Potwin           | děda Davis                          | minisérie, díl: „Home School Protest“                                             |
| 2018      | Signed, Sealed, Delivered: To the Altar       | Bill Haywith                        | TV film                                                                           |
| 2019      | The Roomates                                  | Henry                               | díl: „The Magic Show“                                                             |

### Video games
| Rok  | Název                | Role            | Poznámky |
| ---- | -------------------- | --------------- | -------- |
| 2018 | Lego The Incredibles | starosta (hlas) |          |